# Семенченко, Валерий Павлович
Вале́рий Па́влович Семе́нченко (р. 2 февраля 1946, София, Болгария) — российский государственный, политический и общественный деятель.

## Биография
- Родился в 1946 г. в г. Софии (Болгария) в семье военнослужащих.
- В 1969 г. окончил Азово-Черноморский институт механизации и электрификации сельского хозяйства, в 1982 г. окончил заочное отделение аспирантуры Всесоюзного научно-исследовательского института электрификации сельского хозяйства.
- 1970—1972 — старший инженер лаборатории Всесоюзного научно-исследовательского института электрификации сельского хозяйства, г. Москва.
- 1972—1972 — старший инженер Управления по применению электроэнергии в сельском хозяйстве Главного управления механизации и электрификации сельского хозяйства Министерства сельского хозяйства СССР.
- 1972—1976 — старший инженер лаборатории, заместитель заведующего лабораторией Всесоюзного научно-исследовательского института электрификации сельского хозяйства, г. Москва.
- 1976—1980 — инструктор организационного отдела, заместитель заведующего организационным отделом Волгоградского РК КПСС, г. Москва.
- 1980—1988 — инструктор Общего отдела, заведующий сектором Общего отдела МГК КПСС, г. Москва.
- 1988—1990 — первый заместитель председателя, председатель исполкома Волгоградского районного Совета народных депутатов, г. Москва.
- 1990—1991 — заведующий Отделом писем и приема граждан Президиума Верховного Совета РСФСР.
- 1991—1991 — заведующий Общим отделом Президиума Верховного Совета РСФСР.
- 1991—1992 — заместитель руководителя Секретариата Президента РСФСР.
- 1992—1996 — заведующий Канцелярией Президента Российской Федерации.
- 1996—2000 — заместитель Руководителя Администрации Президента Российской Федерации — заведующий Канцелярией Президента Российской Федерации
- 2000—2000 — советник Президента Российской Федерации.
- 2000—2006 — первый заместитель директора — начальник Управления обеспечения деятельности высших органов государственной власти Государственной фельдъегерской службы Российской Федерации.
- 2006-2011 — заместитель Руководителя аппарата Счетной палаты Российской Федерации.
- С 2011 - председатель профсоюзного комитета профсоюзной организации Счетной палаты Российской Федерации.
- Неоднократно избирался депутатом Волгоградского районного Совета народных депутатов г. Москвы.
- Первый вице-президент волейбольной команды мастеров МГТУ им. Н. Э. Баумана (г. Москва), Президент старейшего в России волейбольного любительского клуба «АВС», член Попечительского совета Современного музея спорта, мастер спорта по волейболу.

## Награды
- Орден «За заслуги перед Отечеством» IV степени (2 февраля 2011)
- Орден Почёта (25 января 1996) — за заслуги перед государством и многолетнюю добросовестную работу [1]
- Медаль «Защитнику свободной России»
- Медаль «В память 850-летия Москвы»
- Медаль «Ветеран труда»
- другие медали
- Знак отличия «За безупречную службу. XXV лет» (13 октября 1998) — за многолетнюю, плодотворную и безупречную государственную службу [2]
- Заслуженный работник физической культуры Российской Федерации
- Почётная грамота Правительства Российской Федерации (2 февраля 1996) — за большой личный вклад в содействие проведению социальной и экономической политики государства и многолетний добросовестный труд
- Почётный знак «За заслуги в развитии волейбола в России»

## Классный чин
Действительный государственный советник Российской Федерации 1 класса (1996)

## Звание
Генерал-лейтенант внутренней службы (2003)